# Nadleśnictwo Pomorze
Nadleśnictwo Pomorze – jednostka organizacyjna Lasów Państwowych podległa Regionalnej Dyrekcji Lasów Państwowych w Białymstoku. Siedziba nadleśnictwa znajduje się w Pomorzu, w powiecie sejneńskim, w województwie podlaskim. Jego lasy stanowią część Puszczy Augustowskiej.
Nadleśnictwo obejmuje część powiatów sejneńskiego i augustowskiego.

## Historia
Leśnictwo Pomorze powstało na przełomie XVIII i XIX w. jako jedno sześciu leśnictw, na które podzielono lasy rządowe Puszczy Augustowskiej. Zanikło jednak po przejęciu puszczy przez Rosjan. W okresie I wojny światowej tutejsze lasy zostały zdewastowane przez prowadzących rabunkową eksploatację Niemców. Podczas II wojny światowej tereny obecnego nadleśnictwa Pomorze zostały włączone bezpośrednio w skład Rzeszy, co uchroniło je przed ponowną masową wycinką przez Niemców, wyrąb drzew był jednak wówczas intensywny.
W okresie międzywojennym lasy te należały do nadleśnictw Hańcza i Sejny, a po II wojnie światowej do nadleśnictw Krasnopol i Sejny.
Nadleśnictwa Pomorze i Czarna Hańcza utworzono w latach 1952/53 w wyniku podziału nadleśnictw Krasnopol i Sejny. W 1973 nadleśnictwo Czarna Hańcza zostało zlikwidowane, a jego lasy przeszły pod zarząd nadleśnictwa Pomorze.

## Ochrona przyrody
Na terenie nadleśnictwa znajdują się cztery rezerwaty przyrody:
- Kukle
- Łempis
- Pomorze
- Tobolinka

## Drzewostany
Typy siedliskowe lasów nadleśnictwa (z ich udziałem procentowym):
- bory 85%
- lasy 15%

Gatunki lasotwórcze lasów nadleśnictwa (z ich udziałem procentowym):
- sosna, modrzew 89%
- świerk 6%
- brzoza 2%
- olsza 2%
- dąb, klon, jawor, wiąz, jesion 1%

Przeciętna zasobność drzewostanów nadleśnictwa wynosi ponad 295 m³/ha, a przeciętny wiek 67 lat.